# Vụ thay thế cây ở Hà Nội 2015
Vụ thay thế cây ở Hà Nội là một kế hoạch bắt đầu được Sở xây dựng Hà Nội thực hiện vào tháng 3 năm 2015. Theo đề án "cải tạo thay thế cây xanh" của Sở Xây dựng Hà Nội năm 2015, thủ đô sẽ trồng lại hơn 6.700 cây xanh trên 190 tuyến phố, với nguồn kinh phí thực hiện đã gây nhiều bức xúc và xôn xao dư luận trong và ngoài Việt Nam.

Biểu trưng phong trào Vì một Hà Nội Xanh

## Lý do
Theo Phó Ban Tuyên giáo Thành ủy Phan Đăng Long, các cây bị chặt hoặc vì sâu mục, hoặc không đúng chủng loại thích hợp với đô thị văn minh. Trên cơ sở đó, công ty Công viên cây xanh tìm hiểu và thay thế cây. Kế hoạch này được thực hiện không lấy tiền từ ngân sách quốc gia, mà là xã hội hóa, cụ thể việc chặt cây ở đường Nguyễn Chí Thanh là do tư nhân, các doanh nghiệp bỏ tiền ra.

## Cây cối
Theo Sở Xây dựng Hà Nội, tỉ lệ cây xanh trong đô thị còn thấp, có chỗ không có hoặc đạt dưới 50 cây/1 km.
Theo khảo sát của họ, cây xanh Hà Nội được trồng trên 500 tuyến phố với hơn 100 loài, trong đó 25 loài có số lượng cá thể lớn. Số lượng cây trồng khoảng 50.000 cây với chủ yếu như xà cừ (Khaya senegalensis) 5.000 cây, muồng 5.500 cây, bằng lăng 5.500 cây, phượng 3.800 cây, sữa 3.800 cây, bàng 2.800 cây, chẹo 2.000 cây, sấu 2.200 cây...
Các loài cây trên là cây xanh truyền thống của Hà Nội, trong đó xà cừ là loài được trồng nhiều ở các tuyến phố cổ, phố cũ với ưu điểm là cây cao, tán rộng.
Hiện nay ở Hà Nội, một loài trong họ Ngọc lan Magnoliaceae được trồng khá phổ biến và rất nhiều người biết đến có mùi hương của hoa rất thơm, quyến rũ và nồng nàn là cây Ngọc lan trắng Michelia alba.
Ngọc lan trắng Michelia alba khá giống các loài đang trồng trên đường Nguyễn Chí Thanh đã được các nhà phân loại xác định là là cây Mỡ Phú Thọ Manglietia phuthoensis (nhà khoa học lâm nghiệp Lê Huy Cường ở Hội Khoa học kỹ thuật lâm nghiệp quả quyết đây chỉ là cây mỡ không phải Vàng tâm.). Đây là loài cây Lâm nghiệp tức là trước đây loài cây này chỉ dùng để trồng rừng làm nguyên liệu giấy, lấy gỗ xây dựng... Sở Xây dựng Hà nội khẳng định, tuyến đường Nguyễn Chí Thanh được trồng cây vàng tâm, đây là cây có giá trị, nằm trong Sách Đỏ, cần phải bảo tồn và phát triển.
Ngày 19/5, Thanh tra Thành phố cho biết, việc thay thế cây xanh trên đường Nguyễn Chí Thanh đã được cấp phép trồng cây vàng tâm, nhưng số cây xanh trồng trên phố Nguyễn Chí Thanh lại là cây mỡ (kết quả giám định của Viện Khoa học lâm nghiệm (Bộ NN&PTNT) và xác minh từ nguồn gốc nơi cung cấp). Ngoài ra, kết luận thanh tra cho là việc thay thế cây xanh trên đường Nguyễn Chí Thanh và cấp phép trồng cây vàng tâm nhưng chưa tham khảo ý kiến của các chuyên gia, nhà khoa học và nhân dân là việc làm nóng vội, giản đơn.

## Diễn biến

### Thông báo khai mạc: không phải hỏi dân
Theo kế hoạch của sở xây dựng Hà Nội, cây xanh trên đường Lê Duẩn, Nguyễn Chí Thanh sẽ bị chặt hạ và thay thế bằng những loại cây khác để "phù hợp với cảnh quan và quy hoạch của thủ đô".
Trao đổi bên lề với báo chí Hà Nội chiều 17/3, Phó Ban Tuyên giáo Thành ủy Phan Đăng Long cho biết, việc chặt cây để thay thế cây khác ở Hà Nội do cơ quan quản lý quyết định, không cần thiết phải hỏi ý kiến người dân.

### Thực hiện
Sáng 19 tháng 3 năm 2015, trên đường Nguyễn Chí Thanh, một trong những tuyến phố được chọn triển khai đề án chặt hạ, thay thế 6.700 cây xanh trên địa bàn Hà Nội, xe thang chuyên dụng cùng công nhân bắt đầu đốn hạ cây trên con đường từng được bình chọn là đẹp nhất nhất thủ đô. Trước đó, khi công bố đề án cải tạo, thay thế cây xanh đô thị và đưa ra đề xuất chặt hạ khoảng 6.700 cây, ông Lê Văn Dục, Giám đốc Sở Xây dựng Hà Nội, nói rất cụ thể trên báo Thanh Niên về con đường đẹp nhất thủ đô như sau: “Đường Nguyễn Chí Thanh có 381 cây bóng mát thuộc 15 loài, trong đó chiếm số nhiều là cây hoa sữa với 228 cây, keo có 81 cây, số còn lại thuộc 13 loài khác nhau. Do sự thiếu đồng bộ này nên Sở Xây dựng đề xuất thay thế toàn bộ số cây này bằng cây vàng tâm và TP.Hà Nội đã chấp thuận”. Như vậy là chỉ vì “thiếu đồng bộ” mà chặt và thay cây, chứ đâu phải do cây mục rỗng, cong vênh, ảnh hưởng đến giao thông.
Sau phản ứng mạnh mẽ của người dân, để xoa dịu sự bức xúc của dư luận, ngay trong đêm 19-3, Công ty công viên cây xanh Hà Nội vội vã tiến hành treo 150 tấm biển “trưng cầu dân ý” lên những cây xanh nằm trong kế hoạch chặt hạ để lấy ý kiến người dân, tuy nhiên nhiều người dân ở những tuyến phố có cây được treo biển cho rằng, hầu hết những cây được treo biển đã mục rỗng hoặc chết khô. Họ muốn được hỏi ý kiến ở những cây còn xanh.
Theo báo Petrotimes trích lại của tờ Năng lượng Mới, "chỉ trong một thời gian ngắn mà lực lượng chỉnh trang đô thị đã “chặt phăng” khoảng 2.000 cây, trong đó có rất nhiều cây cổ thụ, cây có giá trị."

### Tạm ngưng để điều tra nội bộ
Trong cuộc họp báo chiều 20/3, tại hội trường của UBND thành phố, về Đề án thay thế 6.700 cây xanh, phó chủ tịch UBND Hà Nội Nguyễn Quốc Hùng cho biết, do sự phản đối của người dân Chủ tịch thành phố đã có quyết định dừng việc chặt hạ, thay thế cây. Ông Hùng xác nhận, đề án thay thế cây là chủ trương đúng, "tuy nhiên, sự nôn nóng của các nhà tài trợ, thông tin thiếu minh bạch của các đơn vị triển khai khiến dư luận chưa đồng tình." Theo báo chí phát hiện thì chính ông Nguyễn Quốc Hùng là người trực tiếp ký văn bản cho phép chặt cây. Trái với mong đợi của báo chí và dư luận, cuộc họp báo chỉ diễn ra… 1 chiều. Ông Hùng, tuy để cho các phóng viên hỏi thoải mái, nêu ra mọi thắc mắc nhưng ông… không trả lời một câu hỏi nào.,

### Áp lực nhà tài trợ
Theo ông Nguyễn Thịnh Thành - chánh văn phòng, người phát ngôn của UBND TP Hà Nội, đến nay đã có một số đơn vị hưởng ứng tham gia cải tạo, thay thế cây xanh trên 17 tuyến phố như: Tập đoàn Vingroup, Ngân hàng thương mại cổ phần Việt Nam Thịnh Vượng, Công ty CP thương mại công nghệ Bình Minh, Công ty CP tư vấn đầu tư xây dựng Hà Thành, Công an TP và một số tổ chức, cá nhân khác...VPBank và Vingroup cho biết chỉ tài trợ Hà Nội trồng cây mới chứ không tài trợ cho việc chặt cây. Các nhà tài trợ nói sẽ làm việc với Hà Nội làm rõ phát ngôn “chặt cây do áp lực từ nhà tài trợ”.

### Tạm đình chỉ công tác cán bộ sở xây dựng
Ngày 22/3, chủ tịch UBND TP Hà Nội Nguyễn Thế Thảo yêu cầu GĐ, Phó GĐ Sở Xây dựng Hà Nội và các tập thể, cá nhân liên quan phải kiểm điểm trách nhiệm, yêu cầu Sở xây dựng tạm đình chỉ công tác Trưởng phòng, Phó trưởng phòng, cán bộ công chức liên quan vụ chặt cây. ông Thảo giao Chánh Thanh tra TP Hà Nội chủ trì thành lập Đoàn Thanh tra liên ngành tiến hành thanh tra toàn diện việc thực hiện thay thế cây xanh trên một số tuyến phố thời gian qua. Chậm nhất trong vòng 30 ngày, phải báo cáo kết quả thanh tra để UBND Thành phố xem xét quyết định. Ông Hoàng Nam Sơn, Phó GĐ Sở Xây dựng Hà Nội cho biết đã tạm đình chỉ công tác 3 cán bộ thuộc Phòng Quản lý Hạ tầng kỹ thuật môi trường và công trình ngầm bị, trong đó có ông Trần Trọng Hiếu trưởng phòng

### Chi phí chặt một cây xanh
Ông Đỗ Ngọc Hoàng, Tổng Giám đốc Công ty Cây xanh Hà Nội, cho biết, giá thành chặt hạ cao nhất là khoảng 25 triệu đồng đối với cây xà cừ có đường kính lớn hơn 1,2 m và khoảng 15-23 triệu đồng đối với cây xà cừ có đường kính từ 0,8 m đến 1,2 m. Chi phí đào gốc, lấp đất vào khoảng 10 triệu đồng/cây có đường kính trên 1,2 m. Trong khi đó, một nhân viên cây xanh ở TP.HCM cho hay toàn bộ chi phí chặt cây có đường kính từ 70 cm trở lên chỉ vào khoảng 9,2 triệu đồng.

### Tổ chức khoa học thảo luận
Chiều 23-3, Trung tâm Con người và Thiên nhiên phối hợp với Trung tâm Truyền thông giáo dục cộng đồng tổ chức tọa đàm Từ Đề án 6.700 nhìn lại quy hoạch cây xanh Hà Nội. Phát biểu tại buổi toạ đàm, GS-TS Nguyễn Lân Dũng, Chủ tịch Hội các ngành sinh học Việt Nam, nhấn mạnh: Chặt 6.700 cây chiếm 1/7 cây xanh Hà Nội. “Tôi nghĩ cái đầu tôi giờ mất 1/7 tóc thì như hói”. Ngoài ra, ông Dũng cũng kiến nghị Thanh tra Chính phủ vào cuộc thanh tra việc thay thế cây xanh của Hà Nội: "Không thể cứ rút kinh nghiệm rồi lại rút kinh nghiệm nữa, phải thanh tra để tìm đến người chịu trách nhiệm trong việc này, kể cả cấp cao nhất của Hà Nội.”GS-TSKH. Phạm Ngọc Đăng - Phó chủ tịch Hội Bảo vệ Thiên nhiên và Môi trường Việt Nam, Giám đốc Trung tâm Môi trường Đô thị và Công nghiệp - nhấn mạnh đề án này phản khoa học. Ông Đăng cho rằng lỗi này không phải là do Sở Xây dựng hay các nhà tài trợ mà là những người lãnh đạo. TS. Phạm Sĩ Liêm, Phó Chủ tịch Tổng Hội Xây dựng Việt Nam, nguyên Thứ trưởng Bộ Xây dựng, so sánh: “Thảm sát cây như vậy, những cây là nhân chứng lịch sử, chẳng khác gì một vụ Mỹ Lai về cây cối”.

### Tranh cãi Mỡ hay Vàng tâm
Ngày 25-3, Sở Xây dựng Hà Nội đã đánh văn bản gửi tất cả các báo khẳng định các cây thay thế ở đường Nguyễn Chí Thanh là cây vàng tâm, nhà khoa học lâm nghiệp Lê Huy Cường ở Hội Khoa học kỹ thuật lâm nghiệp quả quyết đây chỉ là cây mỡ., Trao đổi với PV Infonet, Tổng giám đốc Công ty TNHH MTV Công viên cây xanh Hà Nội Đỗ Ngọc Hoàng khẳng định: "Việc trồng cây mỡ hay cây vàng tâm trên đường Nguyễn Chí Thanh do quyết định của nhà tài trợ chứ không phải của phía công ty". Ngân hàng VPBank – đơn vị tài trợ cho việc trồng cây xanh trên đường Nguyễn Chí Thanh - khẳng định, phía ngân hàng không có ý kiến trong việc yêu cầu thành phố trồng loại cây gì, đó là việc của các cơ quan chuyên môn của thành phố, vì nhà tài trợ không đủ chuyên môn, cũng không có thẩm quyền quyết định.

### Lỗi đánh máy
Ngày 25/3, Đại học Lâm nghiệp ra văn bản, do ông Hiệu trưởng Trần Văn Chứ ký tên, thông báo Công an Hà Nội đề nghị kỷ luật các cá nhân vi phạm quy chế phát ngôn liên quan đề án cây xanh. Hôm 27/3/2015, Luật sư Trần Quốc Thuận, nguyên Phó Chủ nhiệm Thường trực Văn phòng Quốc hội Việt Nam bình luận với BBC: "Ông này phát biểu như thế là ông ấy lạm quyền, ông ấy chỉ có quyền phát biểu trong phạm vi của trường của ông ấy thôi. Còn người ta ra ngoài xã hội, người ta phát biểu không nhân danh trường, không nhân danh chủ trương của trường, người ta phát biểu, thì hoàn toàn người ta có quyền đó. Và quyền đó là quyền phổ quát rộng rãi, không ai có quyền ngăn cấm cả." Sau khi đại tá Đinh Hữu Tân - Trưởng phòng PA83 - Công an Hà Nội khẳng định "không có bất cứ thông báo nào gửi cho Đại học Lâm nghiệp, về việc xử lý cung cấp thông tin với báo chí", ĐH Lâm nghiệp đã đính chính rằng đó là 'lỗi đánh máy'.

### Coi chừng thế lực xấu ở bên ngoài
Ông Phạm Quang Nghị, Uỷ viên Bộ chính trị, Bí thư Thành ủy Hà Nội, ngày 31/3, đã cảnh báo: "Vấn đề ở đây là ngoài báo chí, các cơ quan thành phố còn quản lý được. Còn các trang mạng lợi dụng nói vống lên, kích động nhân dân xuống đường biểu tình. Nhân danh bảo vệ cây xanh nhưng thực ra là chống chế độ, chống lại chính quyền các cấp...Chính vì vậy phải hết sức quan tâm ngăn chặn việc những người có động cơ không xây dựng cho tới thế lực xấu ở bên ngoài đang kích động”.

### Kết quả thanh tra
Ngày 19/5, kết luận thanh tra, ông Nguyễn Văn Tuấn Dũng, Chánh thanh tra Thành phố Hà Nội, đề nghị UBND Thành phố kiểm điểm trách nhiệm của lãnh đạo UBND Thành phố do thiếu kiểm tra, sâu sát trong công tác chỉ đạo, triển khai thực hiện việc thay thế cây xanh. Cụ thể:
- Việc khảo sát trước khi cấp phép chưa được thực hiện kỹ dẫn đến cấp giấy phép cho một số cây trồng thay thế, bổ sung không đảm bảo điều kiện để trồng, có 86 vị trí vướng công trình hạ tầng.
- Sở Xây dựng và phòng Quản lý hạ tầng kỹ thuật môi trường và công trình ngầm không thực hiện đầy đủ yêu cầu về hồ sơ cấp phép.
- Sở Xây dựng cho phép 2 công ty thực hiện chặt hạ cây trong khi họ không phải là đơn vị được giao thực hiện chặt cây xanh được nêu trong giấy phép.
- Việc thay thế cây xanh trên đường Nguyễn Chí Thanh đã được cấp phép trồng cây vàng tâm. Tuy nhiên, qua thanh tra cho thấy số cây xanh trồng trên đường này lại là cây mỡ.[6]

### Tiếp nhóm xã hội dân sự
Một tháng rưỡi sau ngày nhóm Vì Một Hà Nội Xanh (VMHNX) đưa văn bản đến UBND TP Hà Nội yêu cầu giải trình về vụ thay thế cây, ngày 23/6, hai người trong nhóm đã được phép vào thảo luận. Tuy nhiên, phó Chánh VP UBND TP Phạm Chí Công chỉ cho biết là công dân thì không có quyền “yêu cầu giải trình” mà chỉ có thể một là kiến nghị, hai là đề nghị, ba là tố cáo. Nhóm xã hội dân sự thì cho là bản báo cáo kết luận thanh tra (ngày 8/5/2015) chỉ là nhằm báo cáo cấp trên (UBND TP và Thanh tra CP) chứ không mang ý nghĩa giải trình đối với người dân để họ xác định cụ thể sai phạm ở đâu. Trả lời các câu hỏi về kết luận thanh tra, các đại diện chính quyền cho là, người dân chỉ có quyền phản ánh đề nghị của mình thôi chứ không có quyền chất vấn 

### Tiến triển
Hàng loạt cây mỡ được trồng vào tháng 3 thay thế những cây bị chặt hạ trên phố Nguyễn Chí Thanh đang có biểu hiện khô, chết, hiện tại Hà Nội lại đang tìm cây để trồng thay những cây mỡ này. Phó Chủ tịch UBND TP Hà Nội Nguyễn Quốc Hùng vào ngày 6.7 cho biết, thành phố đã giao cho việc này cho Sở Xây dựng chủ trì để tiến hành thực hiện.

## Pháp lý

### Vi phạm Luật Thủ đô
Đại biểu Quốc hội Nguyễn Sỹ Cương cho biết trong tư cách là người tham gia thẩm tra Luật Thủ đô trước khi trình quốc hội, việc UBND thành phố Hà Nội cho phép chặt hạ một loạt các cây xanh hiện nay là biểu hiện vi phạm Luật Thủ đô. Nói chuyện với đài RFA ngày 24.03.2015 về việc này luật sư Trần Vũ Hải nói rõ, 
| “ | Luật Thủ đô nói về những điều cấm trong vấn đề bảo vệ môi trường. Điều 14 quản lý và bảo vệ môi trường có nói rằng trên địa bàn thủ đô, thậm chí là cả ngoại thành nghiêm cấm san lấp, lấn chiếm gây ô nhiễm trong sông, suối, hồ, công viên, vườn hoa công cộng. Chặt phá rừng, cây xanh, xả chất thải chưa qua xử lý ra môi trường, công viên vườn hoa sai mục đích chức năng. Việc cải tạo sông hồ bị ô nhiễm phải theo quy định của kiến trúc cảnh quan môi trường của thủ đô.... Liên quan điều này còn có điều 14, khoản 1 của nghị định 64 ban hành năm 2010 về quản lý cây xanh đô thị thì chính phủ cho phép ba trường hợp. Trường hợp thứ nhất là cây ngã hay đổ rồi có khả năng gây nguy hiểm. Thứ hai là cây già, bị mục rỗng …Thứ ba trong trường hợp có dự án xây dựng. Nhưng ngay trong trường hợp thứ ba thì cũng ghi rằng cũng không được chặt. Nếu có nhu cầu xây dựng thì phải bốc toàn bộ cây ấy lên, chuyển ra một khu vực khác. Để làm việc này thì theo quy định của Luật Thủ đô chính phủ và UBND thành phố phải đệ trình cùng với bộ Xây dựng…lên chính phủ để ra một đề nghị riêng về vấn đề này. Cho đến nay đã hai năm rồi mà Hà Nội vẫn chưa đệ trình việc này đặc biệt trong các khu bảo tồn là Hoàn Kiếm, Đống Đa, Hai Bà Trưng, Ba Đình mà trong đó có đường Nguyễn Chí Thanh. | ” |

### Quy kết trách nhiệm
Ông Phạm Đức Bảo (ĐH Luật Hà Nội), cũng cho là việc chặt hạ cây xanh đã vi phạm Luật Thủ đô. Ông phê bình, là hàng loạt sai phạm từ lập dự án đến triển khai đã rất rõ, mà lãnh đạo TP Hà Nội vẫn ký, nên không thể chối bỏ trách nhiệm, chỉ kỷ luật cán bộ ở Sở Xây dựng.

### Bạo lực
Ngày 11/5/2015, anh Nguyễn Chí Tuyến (tức Facebooker Anh Chí), thành viên của nhóm “Vì Một Hà Nội Xanh”, đã bất ngờ bị 5 kẻ bịt mặt chặn đánh trên đường Ngọc Thụy (quận Long Biên), sau khi anh vừa đưa con đến trường học.

## Dư luận

### Người Việt Nam
TBKTSG Online mô tả phản ứng người dân: "Sau khi hàng loạt những cây xanh đã được đốn hạ ngổn ngang trên một số tuyến phố theo một dự án trị giá hàng chục tỷ đồng, người dân đã bày tỏ thái độ phản đối mạnh mẽ bằng nhiều cách khác nhau. Có người khóc, có người ôm cây, có người dán khẩu hiệu “đừng giết tôi” lên thân cây, và hàng chục người đã “ký” ủng hộ trên trang mạng xã hội "6.700 người vì 6.700 cây xanh"."
Ngày 22 tháng 3 năm 2015 người dân Hà Nội tập trung đông đảo tại nhiều địa điểm trong thành phố để biểu tình chống lại quyết định chặt 6.700 cây xanh của UBND thành phố, riêng tại hồ Thiền Quang có khoảng 3-4 trăm người tập trung. Mọi người mang biểu ngữ, cũng như mang theo những cây nhỏ để thể hiện tinh thần bảo vệ cây xanh của Hà Nội. Tới khoảng 10 giờ thì mọi người đi diễu hành vòng bờ hồ và hô vang các khẩu hiệu bảo vệ cây xanh. Cuộc tuần hành này là do trang “6700 người vì 6700 cây xanh” của Ngọc Trà, một bà nội trợ bức xúc với thảm sát cây xanh, huy động.
Cùng ngày, Giáo sư Nguyễn Minh Thuyết, nguyên Phó Chủ nhiệm Ủy ban Văn hóa, Giáo dục, Thanh niên, thiếu niên và nhi đồng của Quốc hội Việt Nam, nói: "Tôi có cảm tưởng là ở đây có sự thiếu trí tuệ của những người chịu trách nhiệm ở Hà Nội (thể hiện tầm nhìn rất là thiển cận) và thứ hai là sự thiếu dân chủ...
Phó thủ tướng, kiêm bộ trưởng bộ ngoại giao, Phạm Bình Minh, một người Hà Nội, nói trong một cuộc phỏng vấn, là ông yêu cây cối của thành phố mình, và đồng tình với những người kêu gọi hãy để yên cho các cây xanh.
Ngày 29/3/2015, trang “6700 cây xanh” lại tổ chức một cuộc tuần hành nữa, địa điểm là Hồ Hoàn Kiếm. Ngày thứ sáu trước, một số trường Đại học và Trung học đã có thông báo cấm sinh viên tham gia tuần hành.
TS. Nguyễn Quang A đánh giá vụ việc đã "thức tỉnh xã hội dân sự ở Việt Nam" và cổ vũ tinh thần những người hoạt động xã hội.

### Người nước ngoài
Một loạt trang báo nước ngoài như Financial Times, Tân Hoa xã, Daily Mail, The Sun Daily, Global Post, AFP và cả trang thông tấn Reuters đều dành sự quan tâm đặc biệt đến kế hoạch đốn hạ 6.700 cây xanh của thành phố Hà Nội.
Jonathan London, giáo sư đại học thành phố Hồng Kông, giải thích: " Đây không hoàn toàn phải là một vụ người dân chống lại nhà nước, mà là một dấu hiệu của một cái gì tương tự như xã hội dân sự đã trưởng thành."

## Truyền thông
Đạo diễn Đặng Nhật Minh đã tham gia cố vấn cho Câu lạc bộ Điện ảnh kiến trúc lên kịch bản thực hiện bộ phim tài liệu có tên 6.700 cây xanh. Bộ phim này sẽ được thực hiện dựa vào những hình ảnh thước phim mà người dân gửi tới, cùng những đoạn phóng sự do nhiều kiến trúc sư đang tỏa ra các tuyến đường có cây xanh bị đốn hạ ghi lại. Hàng nghìn người đã đăng ký tham gia sự kiện này.

## Liên quan
Báo vnExpress loan tin vào ngày 18/4/2015, cả trăm cây xanh trên quốc lộ 5 kéo dài đoạn qua Hà Nội trồng mới được 1 năm đã bong tróc vỏ, héo khô và chết.
Một trận giông lốc cấp 9, cấp 10 thổi vào Hà Nội chiều tối ngày 13/6/2015 đã khiến hơn 1.290 cây xanh bật gốc. Trong số các cây bị đổ có rất nhiều cây vừa mới được trồng trong dự án thay thế cây xanh ở Hà Nội. Các cây bị bật gốc này vẫn còn nguyên lưới bọc chặt bầu và rễ. Trong số các cây bị đổ có rất nhiều cây vừa mới được trồng trong dự án thay thế cây xanh ở Hà Nội. Các cây bị bật gốc này vẫn còn nguyên lưới bọc chặt bầu và rễ.
Ông Lại Thanh Hải – Phó Viện trưởng Viện nghiên cứu Lâm sinh – cho biết: “Về mặt kỹ thuật, việc không bóc lưới bọc bầu ra là hoàn toàn sai nguyên tắc. Lưới sẽ làm cho bộ rễ không phát triển, rễ không có độ ăn rộng, ăn sâu vào đất, khiến cây sinh trưởng kém.", Phó GSTS Ngô Đình Khả - Nguyên Viện trưởng Viện giống – chia sẻ: “Đất phải liền nhau thì cây mới sống được, nếu là vật liệu nhựa thông thường thì việc không bóc ra khi trồng cây là hoàn toàn sai nguyên tắc. Vì tấm lưới ngăn cách bộ rễ của cây với đất bên ngoài, khiến rễ khó tiếp cận được với nước và các chất dinh dưỡng. Nếu là vật liệu nhựa tự hủy thì việc không bóc ra là đúng, nhưng vật liệu nhựa tự hủy hầu như chưa có trên thị trường, mới chỉ nằm trong vài đề tài nghiên cứu. Hơn nữa, bầu nhựa tự hủy cho cây nhỏ chứ cây to thì chưa có.”
Đại diện Công ty TNHH, một thành viên Công viên Cây xanh Hà Nội trả lời báo chí, về lý thuyết cây mới trồng cần có lưới bao để tránh vỡ bầu đất và lưới này sẽ tự huỷ, tuy nhiên không loại trừ khả năng công nhân không làm đúng, sử dụng chất liệu lưới sai quy định.

### Vụ án “thổi” giá cây xanh ở Hà Nội
Ngày 27.3.2023, Cơ quan Cảnh sát điều tra đề nghị Viện KSND tối cao truy tố ông Nguyễn Đức Chung, cựu Chủ tịch UBND TP.Hà Nội, về tội lợi dụng chức vụ quyền hạn trong khi thi hành công vụ. Ông bị cáo buộc đã thiên vị cho các công ty, cá nhân có mối quan hệ thân thiết với mình để thực hiện dự án trồng cây tại Hà Nội, gây thiệt hại lớn cho tài sản Nhà nước. 
14 bị can khác bị đề nghị truy tố về các tội buôn lậu; vi phạm quy định về quản lý sử dụng tài sản nhà nước gây thất thoát lãng phí; in, phát hành, mua bán trái phép hóa đơn, chứng từ thu nộp ngân sách nhà nước; thiếu trách nhiệm gây hậu quả nghiêm trọng, khiến Nhà nước bị thiệt hại hơn 34 tỉ đồng. Trong số này, có ông Nguyễn Xuân Hanh, Tổng giám đốc Công ty TNHH MTV Công viên cây xanh Hà Nội; Đỗ Quang Tiến, Giám đốc Xí nghiệp cây xanh cây hoa cây cảnh, và nhiều cán bộ thuộc Ban Duy tu các công trình hạ tầng kỹ thuật đô thị thuộc Sở Xây dựng Hà Nội, Công ty TNHH MTV Công viên cây xanh Hà Nội.